# Guerra polaco-lituana
A Guerra polaco-lituana foi um conflito armado entre a recém-independente Lituânia e a Polônia, no rescaldo da Primeira Guerra Mundial. O conflito ocorreu essencialmente por causa do controle territorial da região de Vilnius, incluindo Vilnius (em polonês: Wilno), e a Região de Suwałki, incluindo as cidades de Suwałki, Augustów e Sejny. O conflito foi formado em grande parte pelo avanço na Guerra Polaco-Soviética e os esforços internacionais de mediação na Conferência dos Embaixadores e mais tarde a Liga das Nações. Existem grandes diferenças na historiografia polaca e lituana em relação ao tratamento da guerra. Segundo historiadores da Lituânia, a guerra fez parte das Guerras de Independência da Lituânia e iniciaram-se a partir da Primavera de 1919 a novembro de 1920. De acordo com a Polônia, a guerra incluiu apenas combates pela Região Suwałki entre setembro-outubro de 1920 e foi parte da Guerra polaco-soviética.
Em abril de 1919, a Polônia capturou Vilnius e entrou em contato com o exército lituano combatendo na Guerra lituano-soviética. Confrontados com um inimigo comum, as relações polaco-lituana não estavam imediatamente hostis. A Polônia esperava convencer a Lituânia a aderir algum tipo de união polaco-lituana (veja a federação Międzymorze), a Lituânia viu como uma perda de independência para o federalismo polonês. Como as relações bilaterais se deterioraram, a Entente desenhou duas linhas de demarcação com esperanças de parar mais hostilidades abertas. As linhas não agradaram a ninguém e foram ignoradas. Quando um golpe polonês contra o governo lituano em agosto de 1919, a frente se estabilizou até ao Verão de 1920.
Em julho de 1920, a Polônia estava perdendo a Guerra Polaco-Soviética e estava em plena retirada. Os lituanos em seguida recuaram as tropas polonesas para garantir o território atribuído a Lituânia pelo Tratado de Paz Lituano-Soviético. Os soviéticos foram os primeiros a entrar em Vilnius. Quando a Polônia conseguiu uma grande vitória na Batalha de Varsóvia e forçou os soviéticos a recuarem em agosto de 1920, os lituanos defenderam suas fronteiras. A Polônia não reconheceu o Tratado de Paz e afirmou que a Lituânia se tinha tornado um aliado soviético. Os combates eclodiram na região de Suwalki. Durante a batalha do rio Niemen, a Polônia atacou a Lituânia em uma frente ampla. A batalha alterou drasticamente a situação militar e Vilnius deixou em aberto a um ataque. Sob a pressão da Liga das Nações, a Polônia assinou o Acordo de Suwałki em 7 de outubro de 1920. O acordo estabeleceu uma nova linha de demarcação, que estava incompleta e não fornecia proteção para Vilnius.
Em 8 de outubro de 1920, o general polonês Lucjan Żeligowski encenou um motim entre as tropas polonesas e marchou em Vilnius para "defender o direito de autodeterminação dos poloneses locais." O motim foi planejado e autorizado pelo chefe de Estado polonês Józef Pilsudski. As forças de Żeligowski são capturadas em Vilnius, mas outros avanços foram detidos pelas tropas da Lituânia. Żeligowski proclamou a criação da República da Lituânia Central, com capital em Vilnius. Em 29 de novembro, um cessar-fogo foi assinado. A mediação prolongada pela Liga das Nações não mudou a situação e o status quo foi aceito em 1923. A República da Lituânia Central foi incorporada à Polônia como a voivodia de Wilno em 1922. A Lituânia não reconheceu estes desenvolvimentos e continuou a reivindicar Vilnius como sua capital constitucional. Não existiu relações diplomáticas entre a Polônia e a Lituânia até o ultimato polonês de 1938.